# Brunnepe
Brunnepe was een dorpje net buiten de stadsmuur van de Nederlandse stad Kampen, dat later onderdeel werd van de stad. Tegenwoordig is het een wijk van de gemeente Kampen.

## Brunneper geschiedenis
Het vissersdorp Brunnepe is vermoedelijk ouder dan de stad Kampen. Vooral vissers, boeren en kleine winkeliers bevolkten het dorp tot ver in de 20e eeuw. De naam "Brunnepe" is een samentrekking uit de twee woorden 'brunne' en 'apa' (Germaans voor water); Bruin Water dus.
Het middeleeuwse Brunnepe was een dijkdorp. Het verloop van de dijken is nog herkenbaar in het stratenpatroon. Buurten en straten zijn vernoemd naar de twee kloosters die ooit in Brunnepe stonden.
Voorbeelden zijn Begijnestraat, Begijneplein en Kloosterstraat. Langs deze straten staan nu vroeg-20e-eeuwse woningen. Een groot deel van deze huizen is gebouwd in opdracht van de firma Berk, voor de werknemers van de emailleerfabriek. In deze pannenfabriek werden tot de jaren 90 van de 20e eeuw emailleerproducten gefabriceerd, waaronder keukenpannen. Het bijzondere aan Brunnepe is dat vrijwel de hele wijk door één architect is gebouwd: G.B. Broekema (1866-1946). Hoogtepunt van de Broekema-architectuur is het Begijnekwartier.

### Schokkers
In Brunnepe zijn na de definitieve evacuatie van Schokland in 1859 veel Schokkers neergestreken. Deze mensen konden – volgens het stadsbestuur van Kampen – niet binnen de stadspoorten geplaatst worden (ook al kende Kampen tot in de twintigste eeuw stadsweiden binnen de poorten). Er was echter wel plaats in het landelijke Brunnepe. Aldaar kon de Schokker onderwijzer Arnoldus Legebeke een perceel verkrijgen. Het perceel bezat aanvankelijk een twee-onder-een-kapwoning en een (grote) tuin. Dit perceel werd vervolgens opgesplitst in 21 stukken, exclusief een gedeelte voor het eigen huis van Legebeke. Hiervoor werd door de Schokkers in totaal fl 500,- of fl. 23,81 per gezin betaald aan de onderwijzer. Zodoende was er dus per gezin circa 13 m² kavel ter beschikking om op te bouwen. Het te bouwen huis was meestal opgetrokken van meegenomen materiaal van het eigen huis op Schokland. Zo verkregen bijna 100 mensen een woning in de tuin van Legebeke.
Dat de Schokkers buiten Kampen werden geplaatst heeft ermee te maken dat ze veelal armoe leden; de rijke Kampenaren zaten niet te wachten op die armoedzaaiers. Beter was het om ze bij de eveneens armoedige Brunnepers te plaatsen (vissers stonden in laag aanzien, lager dan boeren). Veel Schokkers bleven in de tijd na de ontruiming vissers. De Schokkers waren trots op hun afkomst en wisten hun taal en cultuur hier lang te handhaven. In de Buitenhaven staat nog een monument ter herinnering aan de inwoners van Schokland. Het monument stond vroeger buiten de voormalige stadsmuur, maar staat heden ten dage op een gebied binnen de stadsmuren. Hierover is enige ophef onder de Schokker gemeenschap in Kampen.

### Integratie van de Schokkers
In 1859 werden de Schokker families geëvacueerd van hun eiland. De overheid beval – bij Koninklijk Besluit – het eiland te ontruimen, omdat het risico op een overstroming (door de Zuiderzee) met rampzalige afloop steeds groter werd geacht. Zo zouden er steeds grote stukken van het eiland wegspoelen. Terugkijkend blijkt dat er tussen 1859 en de inpoldering van de Noordoostpolder nauwelijks landverlies is geweest. Enkele leden van de Schokkervereniging denken dat de ontruiming meer te maken had met de inteelt van de bevolking. "De inteelt was na de ontruiming nog niet opgelost. De meeste families trokken naar Volendam, Vollenhove, Urk en Kampen. Daar werden ze buiten de gemeenschap geplaatst. Ze werden behandeld als woonwagenbewoners. In de kerken moesten de families ook apart zitten. Voor hen waren er de zogenaamde 'Schokker banken'. Doordat ze werden afgestoten, waren ze, wat huwelijken betreft, nog steeds op elkaar aangewezen. Op het laatst waren bijna alle Schokkers familie van elkaar.

## Cultuur en tradities

### Jaarmarkt De Heugte
Traditiegetrouw vindt op iedere 2e paasdag de jaarmarkt 'De Heugte' plaats. Deze braderie trekt jaarlijks tienduizenden bezoekers. Van oorsprong stonden de kraampjes opgesteld in de Christinastraat. Sinds de jaren 80 is de markt enorm uitgebreid; nu staan er jaarlijks zo'n 100 kramen ter hoogte van de Veerweg, Noordweg, Oudestraat, Van Heutszplein, IJsselkade en Buitenkade. Ook diverse oude ambachten, zoals het palingroken, worden er gedemonstreerd. Op de Koggewerf is aansluitend ook van alles te doen. Volgens een onbevestigde bron (De Stentor, vrijdag 14 april 2006) gaat de geschiedenis van 'De Heugte' terug tot in de veertiende eeuw. '...Ter hoogte van Brunnepe was een doorwaadbare plaats door de IJssel. Aan deze kant was er toen al een markt die men de Heugte noemde.' Waar de naam vandaan komt is niet duidelijk, maar er wordt vermoed dat het te maken heeft met een verhoging in het landschap ter hoogte van het Berkterrein..."

### Melkbusschieten
Sinds mensenheugenis wordt er in Brunnepe ieder jaar in de aanloop naar de jaarwisseling met melkbussen en carbid geknald. In de jaren 70 en 80 concentreerde dit zich voornamelijk op de Noordweg. Dit heeft er in 1978 zelfs toe geleid dat de ME hardhandig ingreep om dit fenomeen uit te bannen; zonder succes. Hoewel het zich in de decennia daarna ontwikkelde tot beleid waarin het in de hele gemeente Kampen gedoogd werd om op en rond oudjaarsdag te schieten, wordt sinds een paar jaar het melkbusschieten in Brunnepe alleen nog op bepaalde plekken aan de Noordweg gedoogd.

## Religie
De Brunnepers waren – door invloed van de Schokkers – erg religieus, maar de afgelopen 50 jaar is dat hard achteruitgegaan. Brunnepers zijn over het algemeen protestants en er is een kleine minderheid katholieken.

### Kerken in Brunnepe
- Westerkerk (gereformeerde kerk)
- Noorderkerk (hervormde kerk, in 2018 omgebouwd tot woningen en een praktijk voor fysiotherapie)

## Brunneper havens

### De Riette
De Riette is een jachthaven van Kampen die aan de noordzijde van Brunnepe ligt; Brunnepe heeft altijd te maken gehad met water en scheepvaart. De haven is daarom dan ook goed bevolkt.
Vóór de uitbreiding van deze haven in de jaren 80 stond de Riette bekend als "'t Mestgat". Deze benaming verwijst waarschijnlijk naar de periode dat dit gebied gebruikt werd als stortplaats van menselijke uitwerpselen. Eens per week werden die verzameld en uitgestort in het Mestgat.

### De Buitenhaven
De Buitenhaven ligt ten zuiden van Brunnepe, maar heeft strikt beschouwd altijd al tot de stad - en gemeente - Kampen behoord.
De Buitenhaven bestaat feitelijk uit twee havens. Door watersportvereniging "De Buitenhaven" worden beide havens beheerd. De "Nieuwe Buitenhaven" betreft de verenigingshaven, en de "Oude Buitenhaven" betreft een passantenhaven. Tussen beide havens, die op loopafstand van de binnenstad en diverse winkels liggen, ligt de Koggewerf, thuisbasis van de Kamper Kogge.

## Sport en recreatie

### DOS Kampen
De zaterdag amateurvoetbalclub DOS Kampen is opgericht in 1926. Bij de Noorderkerk hadden een aantal voetballiefhebbers zich verenigd die hun club "Door Oefening Sterk" noemden.
Er is niet altijd gespeeld op de huidige locatie, Sportpark De Maten. Het eerste speelveld bevond zich aan de Sint Nicolaasdijk. Vanaf 1937 werd gebruikgemaakt van de sportvelden die toen aan de Singel waren gelegen. Deze velden lagen midden in het stadspark, "plantsoen" in de volksmond. Omdat de velden daar waren gesitueerd kregen de DOS'ers een bijnaam. In het park, omrand door een voormalige stadsgracht, verbleven vaak eenden. En als men des zaterdags een aanvang wilde maken met de wedstrijd moesten deze eerst van het veld worden gejaagd, vandaar de bijnaam "poela'nten".

### VZOD
De afkorting van de ijsclub staat voor Vooruitgang Zij Ons Doel en de club bestaat sinds 1900.

## Onderwijs

### Basisonderwijs
De wijk kent meerdere basisscholen:
- Dr. H. Bouwmanschool (protestant christelijk onderwijs)
- Ds. J. Schinkelshoekschool (reformatorisch christelijk onderwijs), in juli 2014 gesloten i.v.m. teruglopend leerlingaantal
- Koningin Wilhelminaschool (protestants christelijke basisschool)
- Avercampschool (voorheen Geert van Wouschool)(openbaar onderwijs)(tegenwoordig Jenaplanschool het Scala)

## Winkelcentrum
Brunnepe had van oorsprong in diverse straten losse winkels. Met name langs de Noordweg, de Dorpsweg, de Reiersdam (waar nu het wijkcentrum is), Begijneplein en de Wilhelminalaan waren veel kleine winkels te vinden. Vele daarvan zijn inmiddels verdwenen, maar vaak is aan met name hoekhuizen nog wel te zien dat het een winkel is geweest. Net over de grens met Hanzewijk aan de Dr. Damstraat is bij de bouw van Hanzewijk een winkelcentrum gebouwd. Deze bediende Hanzewijk, en met het verdwijnen van steeds meer winkels in Brunnepe later ook Brunnepe in toenemende mate. In 2016 is een nieuw Winkelcentrum geopend aan de Dr. Damstraat, dit ligt nu iets verder van Brunnepe af.

## Bekende Brunnepers
- Jaap Stam - ex-voetbalinternational
- Arieta Minnema (wereldkampioen fietscross)
- Petra van Staveren (goud 100 meter schoolslag Olympische Spelen 1984)